# Shuguang
Shuguang Um (chinês: 曙光一号), significando "amanhecer" em mandarim, também chamada de "Projeto 714" (chinês: 七一四工程), foi a primeira nave espacial proposta pela República Popular da China, durante o fim da década de 1960 e início da década de 1970, que contudo, nunca foi construída. O projeto era uma cápsula espacial para dois homens, similar a espaçonave Gemini, e seria lançada em 1973. Por causa de problemas financeiros e políticos, Shuguang foi cancelada em 13 de maio de 1972.

## Desenvolvimento inicial
Como o Programa Espacial Chinês desenvolveu-se durante os anos sessenta, várias naves tripuladas foram propostas. O planejamento a sério começou em 1966, com testes iniciais suborbitais a serem feitos com animais antes da primeira missão tripulada. Entretanto, vários cientistas de renome foram denunciados durante a Revolução Cultural, levando o programa a um impasse.

## Planejamento

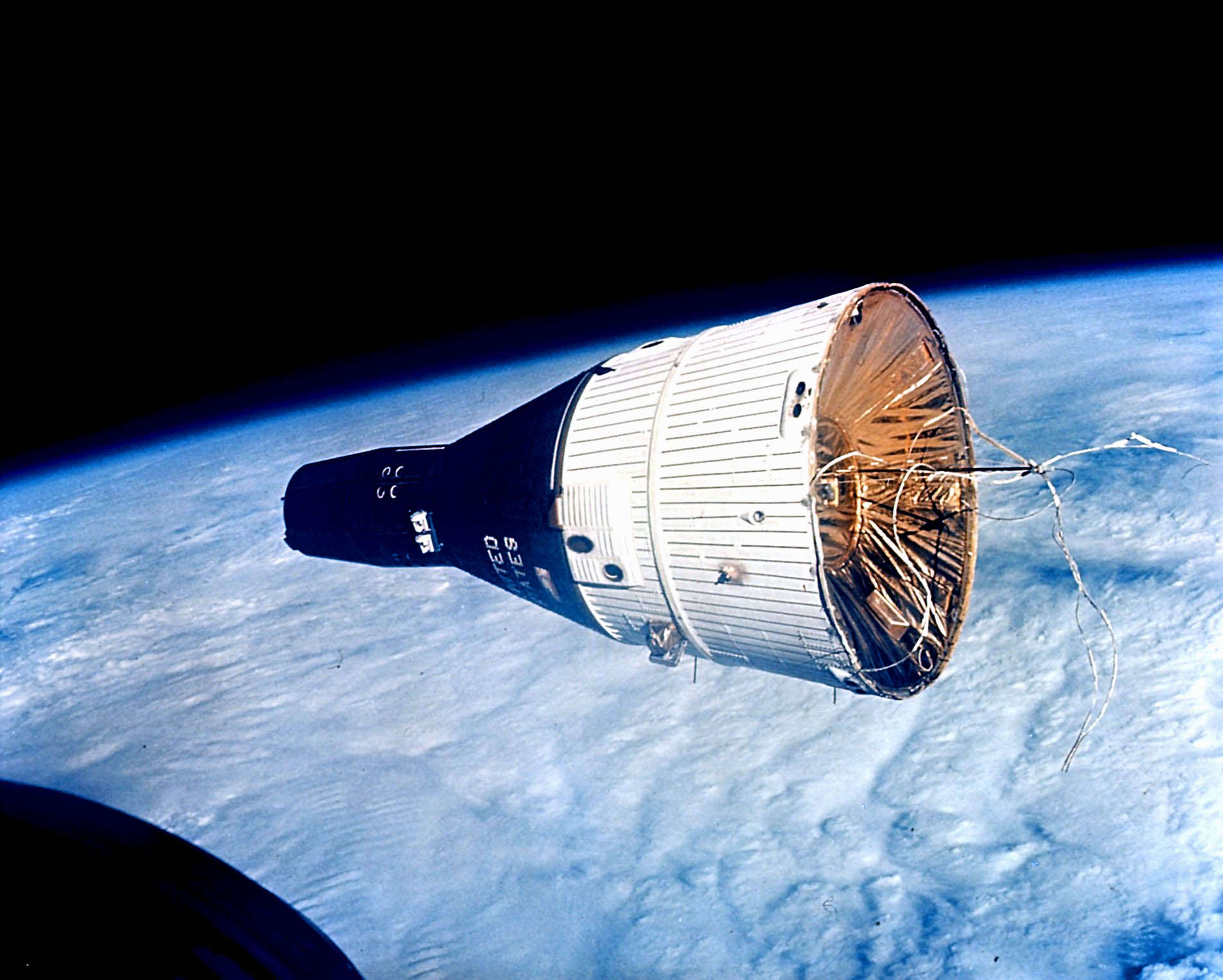
Gemini 7 em órbita em 1965. A nave Shuguang seria semelhante ao formato da Gemini.

Como a Corrida Espacial durante a Guerra Fria para a conquista da Lua, entre os EUA e a URSS alcançou o seu clímax, os líderes comunistas chineses, entraram em conflito ideológico direto com o revisionismo de Nikita Khrushchev e portanto, estavam competindo pela liderança no mundo comunista, e decidiriam não desistir da Lua e do espaço exterior para as duas superpotências.
Assim, o presidente mao Zedong e Zhou Enlai decidiram em 14 de julho de 1967 começar o próprio programa espacial tripulado da China. A primeira nave espacial tripulada chinesa foi nomeada Shuguang-1 (曙光一号) em janeiro de  1968. O Instituto Médico  Espacial da China (航天医学工程研究所) foi fundado em 1 de abril de 1968, onde pesquisas médicas espaciais foram conduzidas. A Comissão Militar Central emitiu uma ordem para começar a seleção de astronautas entre os pilotos da Força Aérea Chinesa.  Os critérios de seleção eram: altura entre 1.59 e 1.74 metros, idade entre 24 a 38 anos, massa entre 55 e 70kg e ao menos 300 horas de voo. Ao fim de 1969, depois de dois meses de seleção e depois de experimentar 1 918 pilotos, 215 candidatos primários foram selecionados. Então a segunda fase de experimentação baseada em critérios de técnicas de voo,  examinação médica geral, fisiologia e psicologia deixaram apenas 88 candidatos restantes. A dedicação as ideias políticas revolucionárias chinesas também foi um fator determinante. 19 taikonautas foram escolhidos quando os testes acabaram em 15 de março de 1971, incluindo Lu Xiangxiao, Wang Zhiyue, Dong Xiaohai e Fang Guojun
. Durante uma conferência em abril de 1971, foi decidido que a nave deveria seguir o conceito da nave estado unidense Gemini, com dois tripulantes, e então o projeto foi numerado como Projeto 714 após um ano e um mês de conferência. Os astronautas começaram e trainar em novembro de 1971, com a primeira missão planejada para 1973. A Shuguang foi desenvolvida para ser lançada pelo foguete CZ-2A.

## Novo Centro Espacial
Em ordem para suportar o Projeto 714 de uma nave tripulada chinesa chinês na década de 1960, a construção de um novo centro espacial em Xichang na província de Sichuan foi decidida, localizada longe da fronteira com a União Soviética, e portanto, segura. A nave era destinada a ser lançada pela plataforma de lançamento número um. Depois do cancelamento do programa, a plataforma de lançamento nunca foi completada. Hoje uma plataforma de observação foi construída no local.

## Cancelamento
Devido ao sigilo do projeto e a sua baixa prioridade junto do Governo Comunista Chinês, os fundos do Projeto 714 eram escassos. Quando o próprio Mao foi indagado sobre alocar mais fundos para o projeto, ele declarou que o estado deve se preocupar mais com necessidades terrestres primeiro. Devido a falta de financiamento, os astronautas foram liberados do projeto e enviados para as suas unidades. Em 13 de maio de 1972, o último membro do proejto voltou a sua unidade, e o projeto foi oficialmente cancelado. Durante as décadas de 1970 e 1980, anúncios oficiais foram feitos a respeito do programa tripulado chinês que estava em andamento, entretanto, nenhum trabalho significativo foi feito, e esses anúncios eram apenas propaganda.

## Projeto da nave Shuguang
O veículo se pareceria muito com a nave Gemini, contudo, a Shuguang seria mais leve e menor para permitir o lançamento pelo foguete CZ-2A, que tinha uma carga útil máxima de 3 200 kgs. Os dois membros da tripulação deveriam ser alocados em um compartimento pressurizado com assentos ejetáveis (em caso de cenário abortivo) e instrumentos. A seção traseira da espaçonave teria sido equipada com motores de orientação, tanques com propelente e outras peças de hardware. A seção da tripulação seria separada da seção traseira para a reentrada atmosférica, que ocorreria por amaragem, não havia um projeto de pouso suave para o veículo.

## Legado
No entanto, após oito ano de desenvolvimento, uma frota de navios Classe Yuanwang para a recuperação de veículos no oceano foram construídos. O Centro de Pesquisa Médica de Voo Espacial foi fundado em Beijing. Cápsulas recuperáveis foram criadas, como as usadas nos satélites Fanhui Shi Weixing, trajes espaciais, comida espacial, estações de rastreamento, radares, seleção de astronautas, processos de treinamento e instalações relatadas foram desenvolvidas, o que ajudou no sucesso do projeto que ocorreu três décadas mais tarde, a Shenzhou.

## Ver Também
- Shenzhou
- Gemini
- Soyuz